# اریک رینگمر
اریک رینگمر (انگلیسی: Erik Ringmar؛ زادهٔ ۱۰ دسامبر ۱۹۶۰) دانشمند در زمینه روابط بین‌الملل اهل سوئد است.
وی همچنین برندهٔ جوایزی همچون برنامه فولبرایت شده‌است.